# Mieczysław Fogg
Mieczysław Fogg, celým jménem Mieczysław Fogiel (30. května 1901 Varšava - 3. září 1990 tamtéž) byl světoznámý polský zpěvák zpívající lyrický baryton, několikanásobný nejpopulárnější zpěvák Polska. Jeho umělecká kariéra začala v meziválečném období a trvala několik desetiletí po skončení druhé světové války. Za druhé světové války pomáhal Židům a spolupracoval se Zemskou armádou. V roce 1989 jej Jad Vašem prohlásil spravedlivým mezi národy.
Jeho nejznámější písně jsou: Je poslední neděle (To ostatnia niedziela), Podzimní růže,(Jesienne róże), První šediny (Pierwszy siwy włos), Malý bílý domeček (Mały biały domek), Už nikdy (Już nigdy), Protože takhle to většinou začíná (Bo to się zwykle tak zaczyna).

## Životopis

### Předválečné období
Mieczysław Fogg  byl účastníkem polsko-bolševické války v roce 1920 a na frontě byl zraněn. Po válce v roce 1921 nastoupil do varšavského ředitelství PKP jako pokladník, kde působil až do roku 1935.
V roce 1922 zpíval ve sboru v kostele sv. Anny v Krakovském Przedmieście. Při nácviku vánočních koled jej slyšel Ludwik Sempoliński a zařídil (prosinec 1922), aby se učil zpívat u profesora Jana Łysakowského ve vokálním oddělení hudební školy. Frederica Chopina. V hudebním vzdělání pak pokračoval pod vedením Eugeniusze Mossakowského, Wacława Brzezińského, Ignacyho Dygase, Stefana Beliny-Skupiewského, Adama Didura a Stanisława Kopfa. V roce 1926 přijal pseudonym „Fogg“, které používal na svatbách a pohřbech.
Jako solista debutoval v roce 1928 ve sboru Dana na scéně varšavského divadla Qui Pro Quo, poté spolupracoval s divadly a revuemi Banda, Rex, Polonia, Cyrulik Warszawski, Wielka Rewia, Małe Qui Pro Quo a Tip Top. V roce 1932 vyjel sbor Dana ve kterém působil do zahraničí, do 31 států (např. Německo, Estonsko, Lotyšsku, SSSR, Finsko, Norsko, Švédsko a Rakousko nebo Itálie a USA). Pro nahrávací společnost Odeon nahrál ročně 100 až150 písní, čímž si vysloužil přezdívku "Zpívající mravenec".
Po odchodu ze sboru Dana v roce 1938 debutoval jako sólista a zvítězil v celostátní anketě posluchačů Polského rozhlasu. S vlastními recitály a v kabaretních pořadech vystupoval s Mirou Zimińskou a klavíristou Tadeuszem Sygietyńským.  V éteru se objevil 5. října 1938 a 26. srpna 1939 v testovacím televizním vysílání z mrakodrapu Prudential ve Varšavě.

### Druhá světová válka
Po rádiovém volání Romana Umiastowského 6. září 1939 opustil hlavní město se skupinou několika desítek herců. Dostal se do Zbaraże a poté do Lvova. Do Varšavy se vrátil 31. října 1939..
Vystupoval (se souhlasem orgánů Podzemního Polska) v kavárnách dostupných polské veřejnosti jako Café Bodo, Swann, U Aktorek a Lucyna. V roce 1944, těsně před vypuknutím Varšavského povstání, pracoval jako číšník v kavárně na rohu ulic Marszałkowská a Wspólná.
V podzemí mu říkali „Ptaszek“. Zúčastnil se Varšavského povstání jako voják Domácí armády.  Jeho úkolem bylo podporovat povstalce a obyvatele Varšavy - zpíval v nemocnicích, na barikádách a v krytech (povstaleckou pásku má v Muzeu varšavského povstání). Za účast v povstání byl vyznamenán Zlatým záslužným křížem s meči.
Za okupace podporoval své židovské přátele. V roce 1943 poskytl útočiště Ignacymu Singerovi (známému jako Iwo Wesby), hudebnímu řediteli kabaretu „Qui pro Quo“, který se svou ženou a osmiletou dcerou uprchl z varšavského ghetta. Fogg je všechny tři ukryl ve svém bytě a poté jim našel byt na ul. Bednárské a pomáhal vyrábět falešné doklady. Několik dní také ukrýval ve svém bytě svého přítele Stanisława Tempela, inženýra z Vilniusu, který pracoval pro nahrávací společnost. Navzdory Foggovým varováním odešel Tempel do ghetta, aby se shledal se svou rodinou. Také učitel zpěvu, Stanisław Kopf, našel úkryt ve Foggově bytě, dokud nezískal falešné doklady, díky nimž mohl opustit Varšavu. Další Foggův židovský přítel, Ignacy Zalcsztajn, se ukryl v domovním bytě v činžovním domě, kde Fogg žil, a ten mu poskytoval jídlo a peníze.

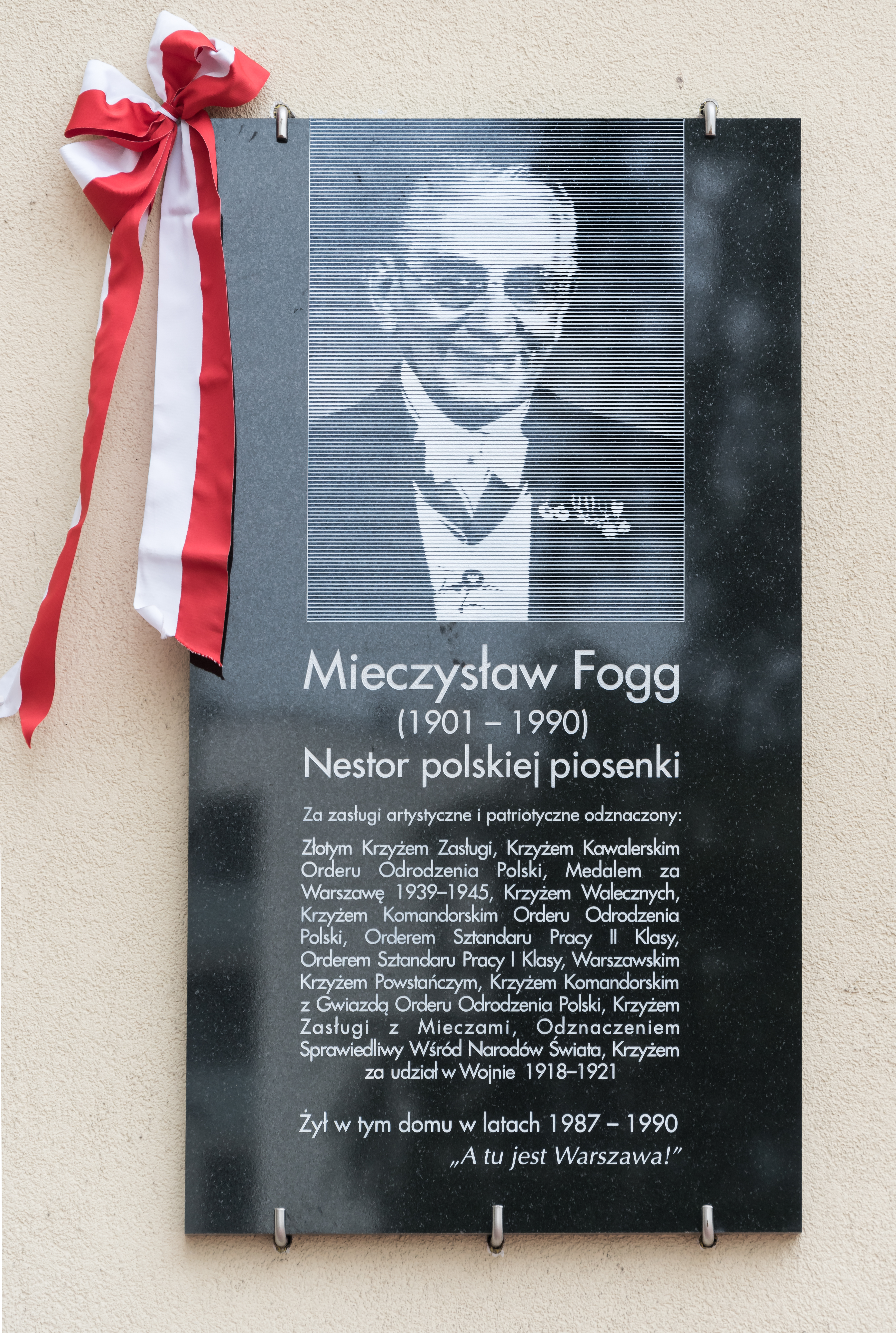
Pamětní deska ve Varšavě

### Poválečné období
Po válce, v letech 1945–1946, vedl na ul. Marszałkowská 119, vlastní uměleckou kavárnu Cafe Fogg a v letech 1946–1951 vedl label Fogg Record. Obě společnosti však byly znárodněny a ukončily provoz. Od roku 1946 vystupoval v jevištních programech a s vlastními recitály, v nichž ho doprovázeli mj. ženské kapely. V roce 1958 podruhé zvítězil v anketě Polského rozhlasu o nejoblíbenějšího zpěváka roku. Po smrti Maurice Chevaliera v roce 1972 byl považován za nejstaršího zpěváka na světě. V roce 1971 vyšel deník Mieczysława Fogga s názvem "Od trhnutí k belcantovi" (editoval Zbigniew K. Rogowski). Účinkoval na Festivalu sovětských písní v Zelené Hoře.
V meziválečném období nahrával se sborem Dana a sólově pro gramofonové společnosti Odeon, Syrena Record, Syrena-Electro a Parlophone. Po válce byl jeho hlas zaznamenán na deskách v Polsku i v zahraničí, vč. v Anglii, USA a Austrálii. Disky s jeho nahrávkami dosáhly nákladu přes 25 milionů kopií. Natočil také řadu nahrávek pro archivy Polského rozhlasu.
Za svou kariéru trvající přes 60 let odehrál téměř 16 000 koncertů. Zpíval ve dvaceti pěti evropských zemích, dále v Brazílii, Izraeli a na Cejlonu, v novozélandských a australských centrech polské diaspory a mnohokrát v USA a Kanadě. Mieczysław Fogg se díky své dlouhé kariéře stal během svého života symbolem polské kultury 20. století. Jedna z anekdot, která o umělci kolovala v Polské lidové republice, tvrdila, že když polští archeologové objevili starověkou mumii v Egyptě, zeptala se jich: "Zpívá ještě Mieczysław Fogg?"
Byl pohřben na hřbitově Bródno ve Varšavě.